# Heterocerus fenestratus
Espèce
Heterocerus fenestratus est une espèce d'insectes coléoptères de la famille des Heteroceridae.

## Systématique
Le nom valide complet (avec auteur) de ce taxon est Heterocerus fenestratus (Thunberg, 1784).
L'espèce a été initialement classée dans le genre Dermestes sous le protonyme Dermestes fenestratus Thunberg, 1784,.
Heterocerus fenestratus a pour synonymes :
- Dermestes fenestratus — protonyme
- Heterocerus corsicus
- Heterocerus croaticus
- Heterocerus laevigatus
- Heterocerus marshami
- Heterocerus multimaculatus
- Heterocerus pusillus
- Heterocerus siculus

### Publication originale
- (la) Carlo Petro Thunberg, « Novae insectorum species descriptae », Nova Acta Regiae Societatis Scientiarum Upsaliensis, Uppsala, vol. 4,‎ 1784, p. 1-28 (ISSN 0029-5000, OCLC 1769048, lire en ligne).